# Igor Cavalera
Igor Cavalera, född 4 september 1970 i Belo Horizonte, är en brasiliansk trummis. Han är känd som trummis i Sepultura, som han grundade 1984 tillsammans med sin bror Max Cavalera. Han lämnade Sepultura 1996 för att prioritera familjen. Igor återförenades med sin bror 2006 efter att ha blivit sams med varandra efter 10 år och släppte albumet Inflikted med Cavalera Conspiracy i mars 2008.

## Diskografi (urval)
Studioalbum med Sepultura
- 1986 – Morbid Visions
- 1987 – Schizophrenia
- 1989 – Beneath the Remains
- 1991 – Arise
- 1993 – Chaos A.D.
- 1996 – Roots
- 1998 – Against
- 2001 – Nation
- 2003 – Roorback
- 2006 – Dante XXI

Studioalbum med Cavalera Conspiracy
- 2008 – Inflikted
- 2011 – Blunt Force Trauma
- 2014 – Pandemonium